# Андріївський хрест
Андрі́ївський хре́ст (лат. crux sancti Andreae) — хрест у формі літери Х. Різновид грецького хреста, поверненого на 45 градусів. Названий на честь апостола Андрія, якого розіп'яли на хресті такої форми. Популярний символ у західній геральдиці, вексилології та фалеристиці. Одна з головних або почесних гербових фігур. Використовувався на військових і морських прапорах Іспанської імперії та Великої Британії, завдяки чому став відомим по світу. Присутній на державних прапорах Шотландії і Ямайки. Також — коси́й хрест, деся́тковий хрест (лат. crux decussata, «Х-хрест, десятка»).

## Назва
- Андрі́ївський хре́ст, або хре́ст свято́го Андрі́я (англ. saint Andrew's cross; ісп. cruz de San Andrés; нім. Andreaskreuz; пол. krzyż świętego Andrzeja; порт. cruz de Santo André; фр. croix de saint André)
- Деся́тковий хре́ст, або хре́ст-деся́тка (лат. crux decussata; від лат. decusso з лат. decem та лат. asses : «десять асів», «X, число 10»)
- Коси́й хре́ст (пол. krzyż skośny)
- Лапки́ (ісп. і порт. aspa)
- Стременни́й хре́ст (англ. saltire; порт. sautor; фр. sautior)

## Історія

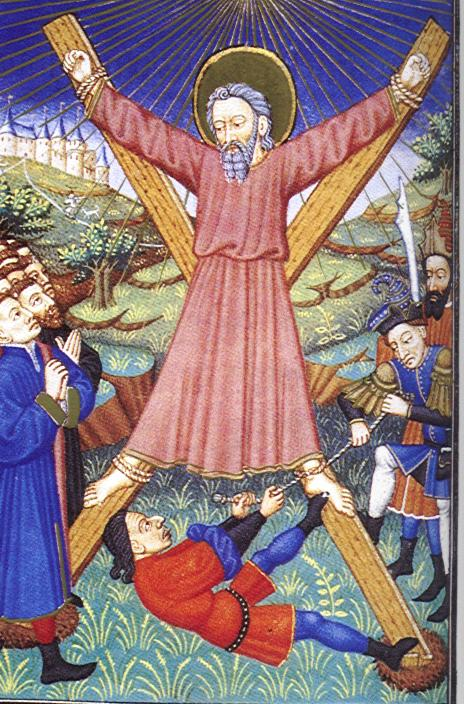
Мученецтво святого Андрія на хресті.

- Мойсей зробив з міді Х-подібний образ хреста. Він говорив ізраїльтянам, що ті врятуються через нього. Особливими містичними властивостями наділяв даний символ Платон. Згідно з його тлумаченням, Х-подібний хрест означав Божу силу.
- Петро І помістив зображення Андріївського хреста на державному гербі, на своїй ручній печатці, на військово-морському прапорі.
- Для символіки військово-морського флоту було важливо, що професійною діяльністю Андрія було рибальство. Блакитний колір хреста символізував його зв'язок з морськими мотивами. Щоправда, багато дослідників вважають, що Петро I запозичив знак не в силу схильності до російської апостольської традиції, а під впливом іноземців — шотландців, у яких Андріївський хрест був національним символом.
- Форма літери X викликала асоціації з написанням грецькою мовою імені Христа. Через близькість з римською X, Андріївський хрест називається також crux decussata. Залежно від колірної семантики, хрест символізував різних святих: синій або білий — Андрія, золотий — британського великомученика Албана Першого, червоний — заступника Ірландії Патрика.

## У вексилології

Військовий і морський прапор Іспанії (1506—1843)
Прапор святого Патрика
Прапор Шотландії
Прапор Великої Британії
Прапор святого Албана
Прапор КША
Бойовий прапор Армії КША
Гюйс ВМС КША
Бойовий прапор Теннесійської Армії КША
Народний прапор білих жителів Півдня США
Прапор Амстердама
Морський прапор Бельгії
Прапор країни басків
Прапор Тенерифе
Прапор Ямайки
Прапор Ріо-де-Жанейро
Прапор Солом'янського району м. Києва
Морський прапор Росії

## У геральдиці

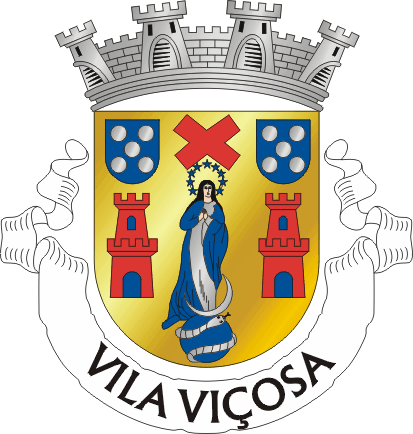
Віла-Вісоза
ВПС Болгарії (1941—1944)
РОА